# Cacomantis merulinus
A Cacomantis merulinus a madarak osztályának kakukkalakúak (Cuculiformes) rendjébe, ezen belül a kakukkfélék (Cuculidae) családjába tartozó faj.

## Rendszerezése
A fajt Giovanni Antonio Scopoli angol ornitológus írta le 1867-ben, a Cuculus nembe Cuculus merulinus néven.

## Alfajai
- Cacomantis merulinus lanceolatus (S. Muller, 1843)
- Cacomantis merulinus merulinus (Scopoli, 1786)
- Cacomantis merulinus querulus Heine, 1863
- Cacomantis merulinus threnodes Cabanis & Heine, 1863[2]

## Előfordulása
Banglades, Bhután, Brunei, a Fülöp-szigetek, Kambodzsa, Kína, India, Indonézia, Laosz, Malajzia, Mianmar, Nepál, Szingapúr, Thaiföld és Vietnám területén honos. 
A természetes élőhelye szubtrópusi és trópusi síkvidéki esőerdők, füves puszták és cserjések, valamint legelők, szántóföldek és vidéki kertek. Vonuló faj.

## Megjelenése
Testhossza 18–23,5 centiméter, testtömege 19,5–32 gramm.
|  |  |

## Életmódja
Rovarokkal táplálkozik, főleg hernyókkal.

## Szaporodása
Fészekparazita, mint a legtöbb kakukkfaj.

## Természetvédelmi helyzete
Az elterjedési területe rendkívül nagy, egyedszáma pedig stabil. A Természetvédelmi Világszövetség Vörös listáján nem fenyegetett fajként szerepel.

## Külső hivatkozások
- Képek az interneten a fajról
- Xeno-canto.org - a faj hangja és elterjedési területe